# جون ميشيل
جون ميشيل (بالإنجليزية: John Michel)‏ (1 سبتمبر 1804 في المملكة المتحدة - 23 مايو 1886 في المملكة المتحدة) هو ضابط ولاعب كريكت بريطاني (وحمل سابقاً جنسية المملكة المتحدة لبريطانيا العظمى وأيرلندا).